# 中国佛教居士林
居士林是佛教居士从事宗教活动的团体。又称佛教居士林。

## 历史沿革
1918年11月创始于中国上海。在上海佛教居士林影响下，中国大陆各地也陆续建立不少居士林。抗日战争开始之后，中国大陆各地居士林先后停办，文化大革命之后，各地居士林相继重新开展活动。

## 海外佛教居士林
- 台中佛教居士林
- 香港居士林（Buddhist Lodge of Laity）
- 澳門佛學社居士林
- 新加坡佛教居士林
- 砂拉越古晉佛教居士林
- 馬來西亞千百家佛教居士林
- 馬來西亞北海佛教居士林
- 馬來西亞馬六甲佛教居士林